# Guerra del Libano (1982)
Il conflitto libanese del 1982 anche indicato in ambito militare israeliano con l'espressione operazione Pace in Galilea (מבצע שלום הגליל, Mivtsa Shalom HaGalil), cominciò il 6 giugno 1982, allorché le forze di difesa israeliane (IDF) invasero il sud del Libano. Il governo d'Israele dette il via libera all'invasione come risposta al tentativo di assassinio messo in atto da parte del Fath contro l'ambasciatore nel Regno Unito Shlomo Argov, e in risposta ad attacchi d'artiglieria dell'Organizzazione per la Liberazione della Palestina (OLP) contro aree popolate nel nord della Galilea. Nel 1978, Israele aveva già tentato un'invasione del Libano per creare una "zona cuscinetto", con l'operazione Litani.
Dopo aver attaccato l'OLP, i siriani e le forze musulmane libanesi, Israele occupò il Libano meridionale. Assediati nel settore ovest di Beirut e assoggettati a pesanti bombardamenti, l'OLP e le forze siriane della FAD (Forza Araba di Dissuasione), giunte in Libano nel corso della guerra civile libanese su incarico della Lega Araba, negoziarono lo sgombero dal Libano dell'Organizzazione per la Liberazione della Palestina sotto la protezione di organizzazioni internazionali istituzionalmente neutrali. Si concluse nel 1985 con il ritiro delle truppe israeliane.
Dal luglio 2006, allorché la maggior parte degli israeliani ha cominciato a chiamare il conflitto in Libano di quell'anno "seconda guerra libanese", la guerra del 1982 è stata spesso chiamata "prima guerra libanese".

## Antefatti
Dopo la guerra dei Sei giorni (1967) e quella dello Yom Kippur (1973), il Libano divenne il luogo di rifugio di più di 110000 rifugiati palestinesi. Dal 1970 al 1973, l'OLP fu coinvolta nella guerra civile giordana, che portò all'ingresso nel confinante Libano di un gran numero di nuovi combattenti e rifugiati palestinesi che, dopo essersi insediati in un primo tempo attraverso la costruzione di campi profughi, si espansero successivamente con la violenza come testimoniano vari massacri compiuti ai danni soprattutto delle popolazioni cristiane.
Dal 1975 essi ammontavano a più di 300000, che crearono uno Stato nello Stato in Sud-Libano, dove era predominante la minoranza islamica sciita, nel Libano tuttavia particolarmente consistente. L'OLP divenne una forza potente e svolse un ruolo decisivo nella prima guerra civile libanese, scoppiata per precedenti inadeguatezze del quadro istituzionale interno libanese ma in gran parte per lo sconvolgimento provocato (specialmente nel meridione libanese sciita e contadino) dai profughi palestinesi, presenti in modo significativo anche a Beirut, dove i miliziani usavano girare armati in seguito agli accordi del Cairo (1969) della Lega Araba, sottoscritti anche dal Libano.
Nel maggio 1976 le truppe siriane erano entrate nel Paese, per sostenere le fazioni musulmane alleate che stavano perdendo la guerra civile contro i maroniti, ma anche per il timore che un OLP troppo potente potesse portare a un intervento armato israeliano in Libano. In ottobre sotto l'egida della Lega Araba, controllarono il paese con il contingente della Forza Araba di Dissuasione (FAD).
Le violenze continue fra Israele e OLP, a partire dal 1968, portarono nel 1978 all'operazione Litani.
Il 10 luglio 1981, dopo un periodo di pace, la violenza si manifestò in Sud-Libano. Secondo il segretario generale dell'ONU, le forze aeree israeliane bombardarono obiettivi palestinesi in Sud-Libano e il giorno seguente elementi palestinesi lanciarono colpi d'artiglieria e razzi sul nord d'Israele. Secondo la Federal Research Division della Library of Congress, "Israele rispose agli attacchi di razzi sugli insediamenti del nord israeliano bombardando accampamenti palestinesi in Sud-Libano. Il segretario generale delle Nazioni Unite notò: "Dopo numerose settimane di relativa calma nell'area, un nuovo ciclo di violenze è cominciato e, nell'ultima settimana, si è intensificato continuamente". Egli deplorò inoltre che vi fossero state "pesanti perdite civili in Libano" e che vi fossero state "perdite civili anche in Israele. Deplorò vivamente che sofferenze umane su vasta scala siano provocate da questi avvenimenti". Il Presidente del Consiglio di Sicurezza, Ide Oumarou del Niger, espresse "profondo sconcerto sull'ampliamento della perdita di vite umane e delle distruzioni causato da eventi deplorevoli che si sono succeduti per numerosi giorni in Libano. Il 24 luglio, l'inviato statunitense Philip Habib mediò per un cessate il fuoco provvisorio, ma gli scontri proseguirono.
Le forze palestinesi continuarono a crescere in Libano con personale militare a tempo pieno ammontante a circa 15000 persone, malgrado solo 6000, inclusi 4500 regolari, fossero dispiegati nel sud. Essi erano armati con 60 carri armati antiquati, molti dei quali neppure in grado di muoversi, e 100-200 pezzi d'artiglieria (Sayigh, 1999, p. 524). Secondo gli analisti israeliani Schiff e Ya'ari (1984), l'OLP triplicò abbondantemente la sua artiglieria dagli 80 cannoni e lanciamissili del luglio 1981 ai 250 del giugno 1982 (pp. 83-84). Gli stessi autori riportano anche che l'intelligence israeliana stimava che il numero dei combattenti palestinesi nel Sud-Libano fosse di circa 6000 “divisi in tre raggruppamenti: circa 1500 a sud del fiume Litani, nel cosiddetto 'Triangolo di Ferro' (tra i villaggi di Qana, di Dir Amas e di Juya), Tiro, e i campi profughi che confinavano con quest'ultima cittadina; altri 2500 della Brigata Kastel in tre distretti fra il Litani e una linea che correva fra Sidone e il NE di Nabatiye; e un terzo raggruppamento di circa 1500-2000 uomini della Brigata Karameh a est, alle pendici del monte Hermon” (pp. 134–135).
Le forze totali dispiegate dalla Siria, dall'OLP e da Israele nel corso del conflitto sono dettagliate nella sottostante tabella. Il 21 aprile 1982, dopo che una mina uccise un ufficiale israeliano in Libano, l'aviazione israeliana attaccò la città costiera di Dāmūr, controllata dai Palestinesi, uccidendo 23 persone. Ciò malgrado e nonostante numerosi altri attacchi lanciati dal 24 luglio 1981, l'OLP continuò a osservare l'accordo di cessate-il-fuoco (Cobban, 1984, pp. 119–120). Il segretario generale dell'ONU espose nel suo rapporto al Consiglio di Sicurezza (S/14789, S/15194) che dall'agosto 1981 al maggio 1982 compresi, vi furono 2096 violazioni dello spazio aereo libanese e 652 violazioni delle acque territoriali libanesi (Chomsky, 1999, p. 195; Cobban, 1984, p. 112). Il 3 giugno, il militante palestinese del gruppo al-Fath-Consiglio Rivoluzionario (comandato dall'oppositore di Yasser Arafat, Abū Niḍāl) tentò di assassinare Shlomo Argov, ambasciatore di Israele a Londra, paralizzandolo. Il primo ministro Menachem Begin fu informato dall' intelligence israeliana che l'OLP non era coinvolta nell'attacco ad Argov, ma questa informativa non fu accolta dal suo gabinetto. Rafael Eitan, che era all'epoca il Ramatkal (capo di stato maggiore delle forze israeliane di difesa), rispose alla suddetta informativa con un gioco di parole famoso: «Abū Niḍāl, abū shmidāl. Abbiamo bisogno di colpire l'OLP!» ("!אבו נידאל, אבו שמידאל. צריך לדפוק את אש"ף").
Il 4 giugno e il giorno 5, aerei israeliani del tipo F-16 bombardarono i campi profughi palestinesi e altri obiettivi dell'OLP a Beirut e nel Sud-Libano, uccidendo 45 persone e ferendone altre 150. Per la prima volta in 10 mesi, l'OLP rispose con tiri d'artiglieria e colpi di mortaio su centri civili del nord d'Israele (Galilea). Il 6 giugno (data fatidica per il ricordo della guerra dei sei giorni), le forze israeliane, al comando del ministro della difesa Ariel Sharon, invasero il Sud-Libano nella loro "operazione Pace per la Galilea".
| Forze israeliane, siriane e dell'OLP nella Guerra del 1982 '(Desunta da Brzoska & Pearson, 1994, p. 117) |         |       |       |
| | Israele | Siria | OLP   |
| Truppe                                                                                                   | 76000   | 22000 | 15000 |
| Carri armati                                                                                             | 800     | 352   | 300   |
| APC (armored personnel carriers -Trasporto truppe blindato)                                              | 1500    | 300   | 150   |
| Armi anticarro                                                                                           | 200     | -     | 2-300 |
| Artiglieria principale                                                                                   | -       | 300   | 350+  |
| Armi anti-aeree                                                                                          | -       | 100   | 250+  |
| Totale degli aerei da combattimento                                                                      | 634     | 450   | 0     |
| Totale degli aerei impiegati                                                                             | 364     | 96    | 0     |
| Aerei d'attacco                                                                                          | 275     | 225   | 0     |
| Elicotteri armati                                                                                        | 42      | 16    | 0     |
| Lanciatori di missili terra-aria principali                                                              | -       | 125   | -     |

## Ragioni della guerra
A partire dal 1968, gruppi palestinesi nel Sud-Libano effettuavano incursioni armate nel settentrione israeliano, bombardando centri abitati israeliani con razzi di tipo Katjuša. Secondariamente, Israele immaginò di poter impedire il consolidamento di una base di operazioni per l'OLP, da cui essa avrebbe potuto lanciare attacchi a livello internazionale, quali l'attacco del 26 dicembre 1968 contro un aereo civile ad Atene.
Un'altra ragione fornita per giustificare l'operazione fu che l'intervento era stato attuato per intervenire nella guerra civile libanese e controbattere l'influenza siriana in Libano e possibilmente consentire l'instaurazione di una stabile leadership della popolazione cristiana, che avrebbe rafforzato l'esercito regolare libanese, ripristinato la sicurezza e consentito di avviare relazioni diplomatiche con Israele.
Secondo Yehoshafat Harkabi, capo dell'intelligence militare israeliana (Aman) dal 1955 al 1959, l'invasione del Libano del 1982 fu accompagnata da menzogne espresse ai più alti livelli politici. Harkabi cita decisioni malamente assunte nel Gabinetto da Ariel Sharon e da Begin, indifferenti delle corrette dichiarazioni del portavoce militare israeliano, e dalla grossolana esagerazione del Likud di atti terroristici condotti a partire dal Libano. Itzhak Rabin, all'epoca consigliere del ministro della Difesa, ammise alla Knesset che durante gli undici mesi di cessate-il-fuoco che precedettero la guerra, gli insediamenti nel settentrione di Israele erano stati attaccati solo due volte e che durante questo periodo Israele aveva subito un totale di due morti e di sei feriti per attacchi terroristici. Tali attacchi erano stati preceduti da incursioni israeliane in risposta al collocamento di una bomba su un autobus e all'aggressione contro Shlomo Argov.

## Corsa al combattimento

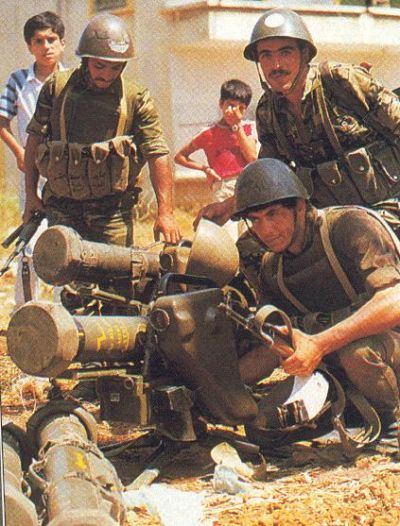
Squadra anticarro siriana dotata di sistema MILAN, dislocata in Libano durante il conflitto

L'obiettivo di Israele era di respingere i militanti dell'OLP 40 chilometri più a settentrione del punto in cui essi si trovavano nel Sud-Libano. Le forze israeliane conseguirono immediatamente questo obiettivo ma s'impegnarono ulteriormente per espellere l'OLP dal Sud-Libano una volta per tutte. Tiro e Sidone (le principali città nel meridione libanese, anch'esse entro il limite dei 40 chilometri) furono pesantemente danneggiate e le forze libanesi e la capitale Beirut fu martellata dalle artiglierie per 10 settimane, uccidendo sia appartenenti dell'OLP sia civili.
L'aviazione israeliana abbatté 86 aerei siriani, affermando di non aver subito alcuna perdita nei combattimenti aerei; un risultato ottenuto principalmente grazie alla combinazione tra caccia, droni Mastiff - che provocarono l'accensione dei radar di ricerca delle postazioni SAM siriane - e controllo radar aerotrasportato basato su aerei E2 Hawkeye, che guidarono con precisione i caccia israeliani sui bersagli siriani. Furono condotti anche attacchi di terra, in particolare distruggendo la maggior parte delle batterie siriane anti-aeree stazionate in Libano. Elicotteri armati AH-1 Cobra furono usati ampiamente contro le forze corazzate siriane e contro le loro fortificazioni. I Cobra israeliani distrussero decine di mezzi blindati da combattimento siriani, inclusi alcuni moderni carri armati di costruzione sovietica T-72.
Nel prosieguo del 1982, fu raggiunto un accordo e forze militari di pace statunitensi, francesi e italiane (Missione Italcon) garantirono ai sopravvissuti dell'OLP di trovare rifugio negli Stati arabi confinanti. Philip Habib, l'inviato del presidente degli USA Ronald Reagan in Libano, garantì all'OLP che i civili palestinesi nei campi profughi non sarebbero stati nuovamente armati.
Dopo l'assassinio nel settembre 1982 del neo eletto presidente del Libano Bashir Gemayel, insieme a 25 dirigenti maroniti, con un attentato dinamitardo, le forze israeliane occuparono Beirut ovest. A quel tempo le milizie cristiane libanesi, essenzialmente costituite dai Falangisti (ma esistevano milizie anche degli ex-presidenti della Repubblica libanese, Camille Shaʿmūn e Sulaymān Frānjiyye), erano alleate di Israele e furono proprio queste - guidate da Elie Hobeika - a rendersi responsabili del massacro dei campi profughi beirutini di Sabra e Shatila, che provocò 700 vittime civili, per rappresaglia per la morte di Gemayel e la strage di Damour in cui morirono oltre 500 civili, anche in questo caso senza che l'esercito israeliano intervenisse per fermare l'uccisione dei civili.
L'11 novembre un'auto bomba fece saltare il quartier generale israeliano a Tiro. L'esplosione rase al suolo l'edificio uccidendo 91 persone, tra cui 34 militari della guardia di frontiera, 33 soldati dell'IDF, 9 membri dello Shin Bet e 15 detenuti libanesi. Fu la prima azione terroristica di Hezbollah.
Fu quindi deciso il ritorno della Forza Multinazionale in Libano, composta da francesi, statunitensi e italiani.

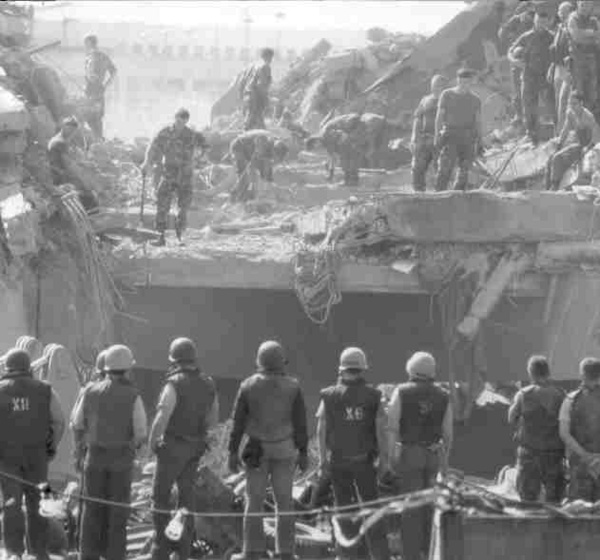
Le rovine della base USA dopo l'attentato che nel 1983 provocò la morte di 241 marines

Il 23 ottobre 1983 però un duplice attentato dinamitardo da parte di Hezbollah alle basi della forza multinazionale causò la morte di 241 marines statunitensi e 56 soldati francesi, in gran parte della Legione. Questo causò il ritiro poco dopo delle truppe di pace, da Beirut ovest.

## Esito della guerra

### Perdite
Si stima che circa 17000 arabi siano stati uccisi durante la guerra. Esistono differenti valutazioni circa l'ammontare dei civili uccisi. Il quotidiano di Beirut, al-Nahār (Il giorno), ha calcolato che 5515 persone - militari e civili - fossero state uccise solo nell'area di Beirut durante il conflitto, e che 9797 soldati (OLP, siriani e altri) e 2513 civili fossero stati ammazzati fuori dell'area di Beirut.
A tale numero andrebbero aggiunte anche le vittime causate dalla guerra civile libanese, di cui la Prima Guerra del Libano è di fatto un allargamento alle potenze vicine.

### La zona di sicurezza
Nell'agosto 1982, l'OLP sgomberò le sue forze dal Libano. Con il patrocinio degli Stati Uniti, Israele e il Libano raggiunsero il trattato di pace tra Israele e Libano nel maggio del 1983 nel quale si stabilivano le tappe per il ritiro delle forze israeliane dal Libano. Il trattato non fu però mai ratificato e nel marzo del 1984, sotto la pressione della Siria, il Libano disconobbe l'accordo.
Nel gennaio del 1985 Israele iniziò a ritirare il grosso delle proprie truppe, lasciando una piccola forza israeliana e una milizia sostenuta da Israele nel sud del Libano nella "zona di sicurezza", una fascia di territorio di cui Israele considerava necessario mantenere il controllo diretto e indiretto per evitare gli attacchi sferrati ai suoi territori settentrionali. Il ritiro israeliano verso la zona di sicurezza ebbe termine nel giugno del 1985.

### Conseguenze politiche
Nella votazione alla Knesset sulla guerra, solo l'Hadash si oppose al conflitto (e propose persino una mozione di sfiducia contro il governo). Un membro dell'Hadash Knesset, Meir Vilner, disse nella seduta plenaria del Knesset che "Il governo sta trascinando Israele nell'abisso. Israele sta facendo qualcosa che potrebbe pagare per molte generazioni future".
In risposta a questa iniziativa si sollevarono critiche e proteste, fra le quali quella dell'editore di Yediot Ahronoth il quale propose di perseguire simili atti con l'accusa di tradimento. I membri dell'ala sinistra del Knesset, compreso Shulamit Aloni e Yossi Sarid disertarono l'assemblea plenaria per la votazione. Anche la fazione laburista israeliana del Ma'arakh (HaMa'arakh) votò a favore della guerra.
La stampa, fatta eccezione per Haaretz, appoggiò il conflitto: vennero pubblicati articoli con messaggi ottimistici (ad esempio rapporti in cui si parlava di voci circa un certo numero di sequestri di persona nella regione di Gush Dan, implicitamente connettendoli alla guerra) e nessuna voce dubitativa si levò in questi comunicati dei media.
Il caso più famoso della cooperazione fra stampa scritta e parlata e governo avvenne durante la conquista dell'antico castello crociato di Beaufort. Il primo ministro di Israele annunciò che Beaufort era stata conquistata "senza subire perdite", malgrado si sapesse che 6 soldati del corpo speciale Sayeret Golani, incluso il comandante della Sayeret, maggiore Goni Hernik, erano caduti in combattimento. Gli stessi media riferirono del coraggio e il valore dei soldati in battaglia, ma non fecero menzione di perdite. Solo l'esame degli annunci funebri poté mostrare una situazione ben diversa, laddove ad esempio si era scritto: "Il movimento Peace Now partecipa il suo cordoglio per la morte del magg. Goni Hernik al tempo della conquista di Beaufort".
Le pesanti perdite israeliane tuttavia, come pure le dichiarazioni disinformanti degli esponenti del governo israeliano, nonché le dichiarazioni pubbliche rese dai sostenitori militari e politici della campagna e la mancanza di obiettivi chiari della stessa, condussero a un crescente malessere nell'opinione pubblica israeliana. Ciò culminò in un ampio raduno di protesta a Tel Aviv, organizzato dal movimento Peace Now, seguito al massacro di Sabra e Shatila del 1982. Gli organizzatori dichiararono che 400000 persone avevano partecipato al raduno, ed è per questo che esso divenne noto come il "raduno dei 400000", ma il numero dei partecipanti è attualmente stimato essere stato assai minore.
Inoltre, è stato notato che l'attentato dinamitardo all'ambasciata statunitense dell'aprile 1983 ed il bombardamento contro gli edifici del corpo dei Marines statunitensi del 23 ottobre 1983 in Libano furono antesignani di quel tipo di guerra asimmetrica sperimentata con crescente frequenza negli ultimi decenni. Ogni attacco rivelò la limitata utilità di una soverchiante superiorità delle forze militari convenzionali nel garantire immunità e sicurezza nei confronti degli atti offensivi in grado di condurre a un alto numero di perdite allorché gli aggressori siano mossi da una decisa volontà operativa e siano capaci di cooperare anonimamente in mezzo a popolazioni non combattenti.
Israele sgomberò infine la "zona di sicurezza" nel 2000, durante il primo gabinetto laburista di Ehud Barak. Israele continua tuttavia a controllare una piccola area chiamata "Fattorie di Sheb'a", che Libano e Siria rivendicano come territorio libanese ma che Israele insiste a considerare territorio siriano, con lo stesso status cioè del territorio occupato delle alture del Golan, visto che le forze di Tel Aviv le hanno conquistate ai danni dei difensori siriani. Le Nazioni Unite hanno stabilito che le fattorie di Sheb'a non fanno parte del Libano. Il Segretario generale dell'ONU ha concluso che, per quanto riguardava le Nazioni Unite, il ritiro israeliano dal Libano del 16 giugno 2000, in accordo con la risoluzione 425 del Consiglio di sicurezza del 1978, metteva fine all'invasione israeliana del 1982.

## Conseguenze
- Dal punto di vista militare israeliano, l'invasione fu un successo, per aver allontanato l'OLP dal Libano meridionale e per aver distrutto le sue infrastrutture, agendo inoltre da deterrente nei confronti delle altre organizzazioni terroristiche arabe.
- La forza militare siriana fu indebolita da perdite in azione bellica, specialmente registrate nel campo aeronautico. Questo però diede spunto ai siriani per perorare nuove richieste agli alleati sovietici, che si concretizzarono in forniture di materiali bellici, tra i quali nuovi missili a corto raggio SS-21 Scarab[17].
- Eliminazione di ogni possibilità di attraversamento della frontiera da parte di aggressori dell'OLP ha condotto l'organizzazione di resistenza palestinese a cercare la via di una soluzione pacifica dell'intera questione che la riguarda.
- L'invasione è popolarmente imputata di aver accresciuto notevolmente il sostegno garantito a Hezbollah da parte di Iran e Siria: fenomeno che ha rimpiazzato il problema della presenza dell'OLP in Sud-Libano.
- Il Consiglio Libanese per lo Sviluppo e la Ricostruzione ha stimato il costo dei danni ricevuti dal Libano in 7622774000 lire libanesi, equivalenti a 2 miliardi di dollari USA dell'epoca[18].
- Osāma Bin Lāden ha dichiarato, in un videotape diffuso nel corso delle elezioni presidenziali statunitensi del 2004, di essere stato ispirato ad attaccare gli USA dall'invasione israeliana del Libano del 1982 in cui grattacieli ed edifici di Beirut furono distrutti nel corso dell'assedio della capitale[19]. Tuttavia, i primi eventi indicano che questo odio verso gli USA derivava dagli eventi connessi alla guerra del Golfo del 1991 e che l'idea di attaccare edifici civili era stata ispirata dall'attentato dinamitardo del 1993 nel parcheggio sotterraneo del World Trade Center di New York[20].

### Storia
- "Arab-Israeli Conflict." The Continuum Political Encyclopedia of the Middle East. Ed. Avraham Sela. New York: Continuum, 2002. pp. 58–121.
- Ahron Bregman, Israel's Wars: A History Since 1947, Londra, Routledge, 2002. ISBN 0-415-28716-2
- M. Brzoska & F.S. Pearson, Arms and Warfare: Escalation, De-Escalation, and Negotiation, University of South Carolina Press, 1994. ISBN 0-87249-982-0
- Noam Chomsky, Fateful Triangle: The United States, Israel and the Palestinians, Londra, Pluto Press, 1999. ISBN 0-89608-601-1
- H. Cobban, The Palestinian Liberation Organization: People, Power and Politics, Cambridge, Cambridge University Press, 1984. ISBN 0-521-27216-5
- M. Gilbert, Israel: A History, Londra, Black Swan, 1998. ISBN 0-688-12362-7
- Y. Harkabi, Israel's Fateful Hour, New York, NY, Harper & Row, 1989. ISBN 0-06-091613-3
- Y. Sayigh, Armed Struggle and the Search for State: The Palestinian National Movement, 1949-1993, Oxford, Oxford University Press, 1999. ISBN 0-19-829643-6
- Z. Schiff & E. Ya'ari, Israel's Lebanon War, New York, NY, Simon & Schuster, 1984. ISBN 0-671-47991-1

### Narrativa
- A Beirut, durante la guerra libanese del 1982, è ambientato il romanzo Insciallah di Oriana Fallaci (1990).
- A Beirut, durante la guerra civile, è ambientato il romanzo Donne di Beirut (La Linea, Bologna, 2011) della scrittrice e giornalista libanese Iman Humaydan Younes.
- Postazione 23. I miei 100 giorni a Beirut, di Franco Bettolini con Marina Crescenti (Ed. Ares, 2019)